# 알레니아 C-27J 스파르탄

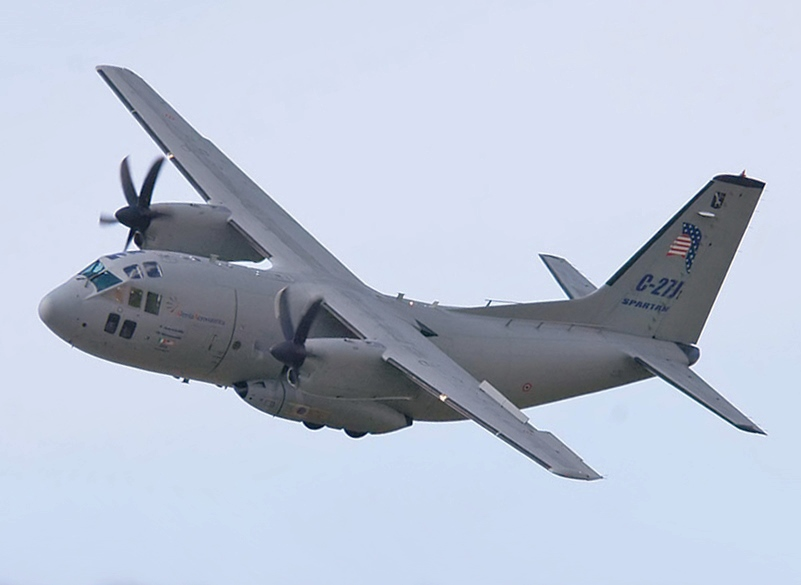
이탈리아 공군 C-27J 스파르탄

알레니아 C-27J 스파르탄(Alenia C-27J Spartan)은 레오나르도의 항공기 사업부(2016년까지 명칭: 알레니아 아에르마키)에서 개발 및 제조한 군용 수송기이다. 이는 이전 알레니아 아에로나우티카의 초기 G.222(미국 서비스에서는 C-27A 스파르탄)의 고급 파생형으로, 대형 록히드 마틴 C-130J 슈퍼 허큘리스에도 사용되는 엔진과 기타 다양한 시스템을 갖추고 있다. 표준 수송 구성 외에도 해상 순찰, 수색 및 구조, C3 ISR(지휘, 통제, 통신, 정보, 감시 및 정찰), 화재 지원/지상 공격 및 전자전을 위해 C-27J의 특수 변형이 개발되었다.
2007년에는 C-27J가 미군 합동 화물기(JCA)로 선정됐다. 이는 L-3 커뮤니케이션스가 주계약자로 활동하는 국제 팀 구성 방식으로 제작되었다. 2012년 미공군(USAF)은 예산 삭감으로 인해 단기간 서비스 수명을 마친 C-27J를 퇴역시키기로 결정했다. 나중에 미국 해안경비대와 미국 특수작전사령부로 재배치되었다. C-27J는 또한 아제르바이잔, 호주, 불가리아, 차드, 그리스, 이탈리아, 케냐, 리투아니아, 멕시코, 모로코, 페루, 루마니아, 슬로바키아, 슬로베니아 및 잠비아의 공군 부대에서도 주문되었다.

## 사양 (C-27J)

### 일반적 특성
- 승무원: 최소 2명: 조종사, 부조종사(필요한 경우 로드마스터 추가)
- 용량:
  - 병력 수송: 병력 60명 또는 낙하산병 46명
  - Medevac/Casevac: 의료진 6명이 포함된 표준 들것 36개
  - VIP 및 직원: VIP 6명 및 에스코트 승객 18명 및 서비스 모듈
  - 화물 운송: 대량 적재, 바퀴 달린 차량, 궤도 차량, 항공기 엔진, 소형 헬리콥터 또는 463L 표준 팔레트(3 HCU-6/E + 1 HCU-12/E 또는 6 HCU-12/E)
  - 화물 에어드롭: 플랫폼 2개 포함 최대 9,000kg(20,000lb); 최대 6개의 A22 CDS 번들; LAPES의 플랫폼 1개 또는 2개로 최대 5,000kg(11,000lb); 전투 오프로드 시 최대 6,000kg(13,000lb) – HCU-6/E 팔레트 3개
  - 소방: "Guardian" 시스템 컨테이너 최대 6개; 6,000L(1,300imp gal; 1,600US gal)의 물/방화제; 7,950 L(1,750 imp gal; 2,100 US gal) 용량의 롤오프/롤온 화재 공격 시스템
  - 화물칸: 폭 및 높이 3.33 x 2.60m(10피트 11인치 x 8피트 6인치)
- 길이: 22.7m(74피트 6인치)
- 날개 폭: 28.7m(94피트 2인치)
- 높이: 9.64m(31피트 8인치)
- 날개 면적: 82m2(880평방피트)
- 공차 중량: 17,500kg(38,581lb)
- 최대 이륙 중량: 32,500kg(71,650lb)
- 최대 탑재량: MTOW 기준 11,300kg(24,912lb)
- 동력 장치: 2 × Rolls-Royce AE2100-D2A 터보프롭, 각 3,458kW(4,637hp)
- 프로펠러: 6블레이드 Dowty 프로펠러 R 391/6-132-F/10, 직경 4.115m(13ft 6in)

### 성능
- 최대 속도: 602km/h(374mph, 325kn)
- 순항 속도: 583km/h(362mph, 315kn)
- 최소 제어 속도: 194km/h(121mph, 105kn)
- 범위: 1,759km(1,093mi, 950nmi), MTOW 31,800kg(70,100lb)
- 4,536kg(10,000lb) 탑재량에서의 범위: 5,056km(2,730nmi)
- 페리 범위: 5,852km(3,636마일, 3,160nmi)
- 서비스 천장: 9,144m(30,000피트)
- g 제한: 3
- 상승 속도: 13m/s(2,500ft/min)

## 같이 보기
- C-130J 슈퍼 허큘리스
- CN-235
- 안토노프 An-32